# Porothamnium floridum
Porothamnium floridum là một loài Rêu trong họ Neckeraceae. Loài này được (Taylor) R.S. Williams miêu tả khoa học đầu tiên năm 1928.